# Watling Street

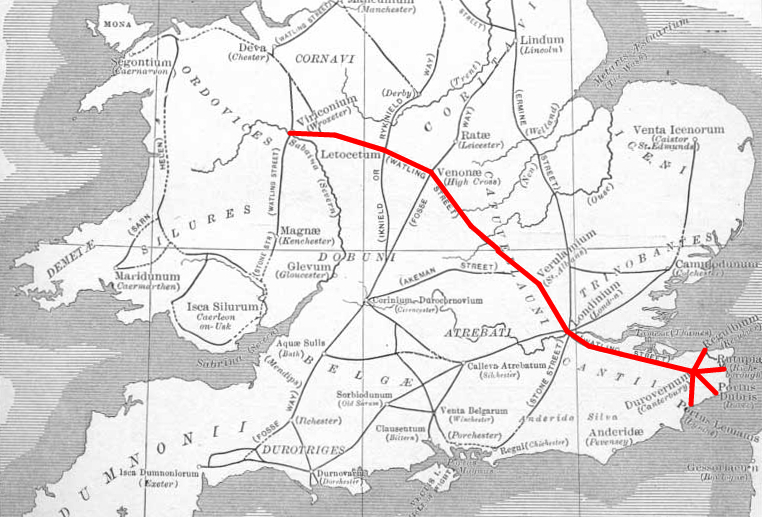
Route van Watling Street

Watling Street was een Romeinse weg door de provincie Britannia. De weg liep vanaf de zuidoostkust van Engeland naar Londinium (Londen) en verder in westelijke richting naar Wales. De Engelse naam Watling Street is afgeleid van de Angelsaksische benaming Wæcelinga Stræt.
De naam Watling Street wordt nog steeds gebruikt als straatnaam in veel plaatsen langs deze weg. Ook zijn veel plaatsen langs Watling Street vernoemd naar de weg, zoals Fenny Stratford, Stony Stratford en Church Stretton. 

## Route

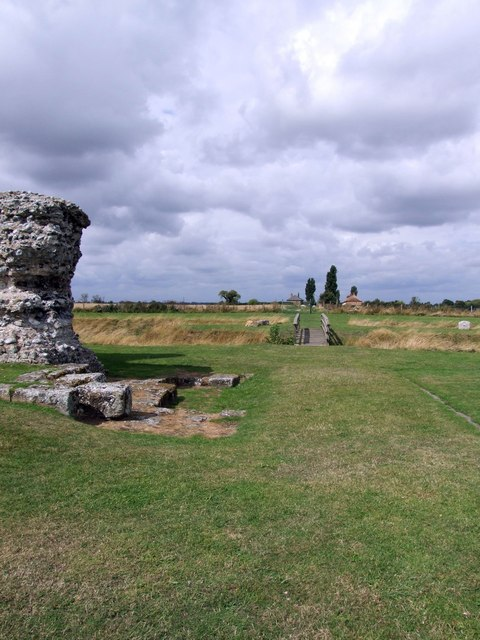
Beginpunt van Watling Street bij Rutupiæ, nu Richborough, aan de zuidoostkust van Engeland.

Watling Street had verschillende beginpunten aan de kust van het huidige Kent. De twee belangrijkste beginpunten waren Portus Dubris (nu Dover) en Rutupiæ (nu Richborough, nabij Sandwich). De weg liep verder via Durovernum Cantiacorum (nu Canterbury) naar Londinium (Londen), de grootste stad van Britannia. Het gedeelte van Watling Street tussen de kust en Londinium, werd in de Romeinse tijd Iter III genoemd. In de middeleeuwen heette deze weg Dover Road. Tegenwoordig loopt hier de autosnelweg A2, hoewel het tracé daarvan maar ten dele samenvalt met de oude Romeinse weg. Het deel vanaf Londen westwaarts is tegenwoordig de A5.

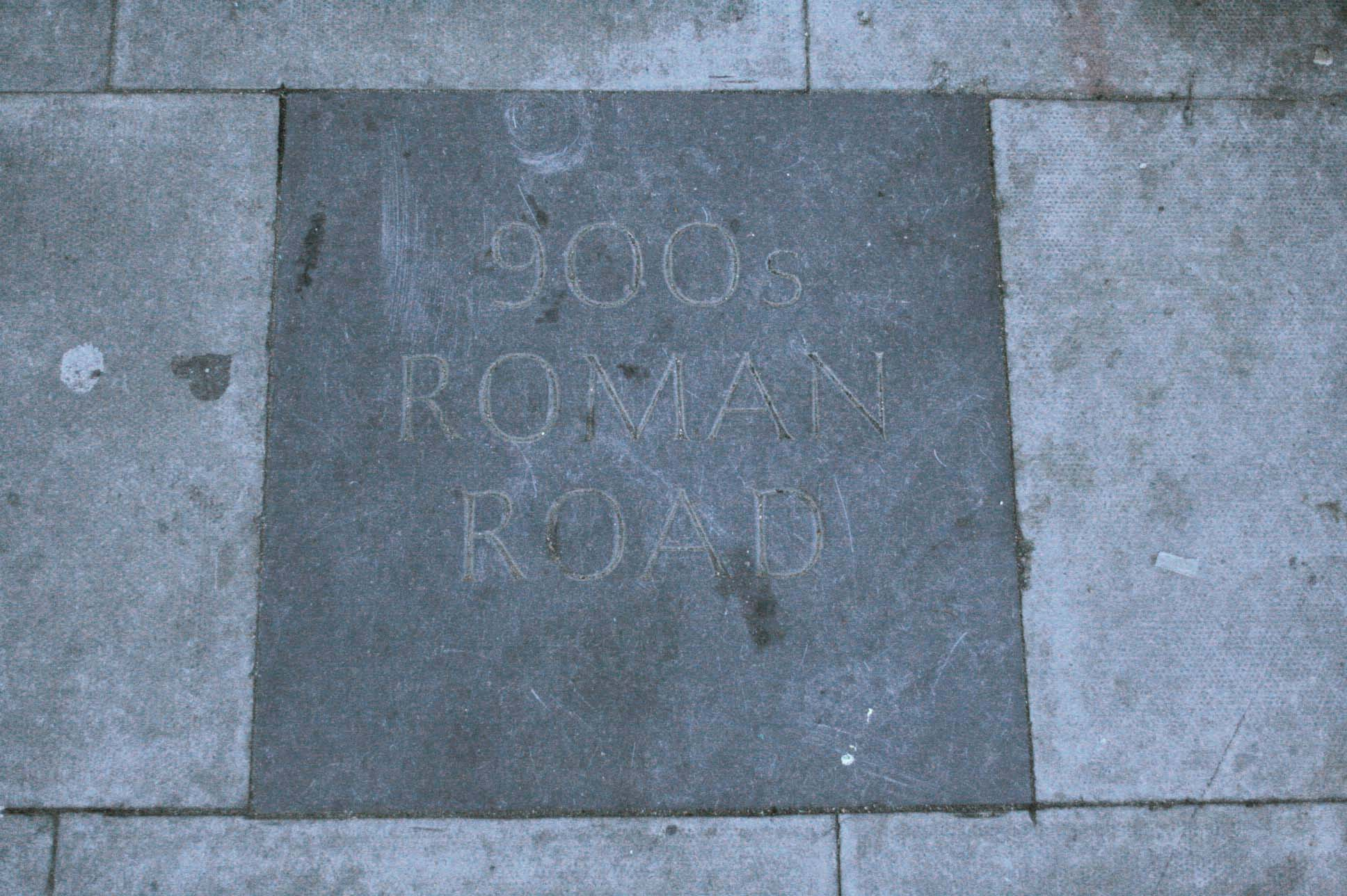
Deze straatsteen in Kilburn High Road in Londen markeert de route van Watling Street door de stad.

Vanaf Londen liep Watling Street verder in noordwestelijke richting als Iter II naar:
- Verulamium (St Albans)
- Durocobrivis (Dunstable), waar de weg het nog veel oudere pad Icknield Way kruiste
- Magiovinium (Fenny Stratford)
- Lactodorum (Towcester)
- Bannaventa (nabij het huidige Norton in Northamptonshire)
- Venonis (High Cross in Leicestershire), waar Watling Street de Romeinse weg Fosse Way kruiste
- Manduessedum (Mancetter)
- Letocetum (Wall in Staffordshire)
- Viroconium (Wroxeter)

Vanuit Wroxeter liep de weg verder in zuidelijke richting naar Caerleon in Zuid-Wales.

## Geschiedenis
In 61 n.Chr. vond de Slag bij Watling Street plaats waarbij de opstandige koningin Boudicca door de Romeinen verslagen werd.
In de 9e en 10e eeuw vormde Watling Street de scheidingslijn tussen de Angelsaksen en het Danelaw, het gebied in het noorden en oosten van Engeland dat in handen van Deense Vikingen was. 
Waarschijnlijk liet de 14e-eeuwse schrijver Geoffrey Chaucer de pelgrims van The Canterbury Tales over Watling Street van Londen naar Canterbury reizen.
Het deel van Watling Street tussen Londen en Dover is nu de snelweg A2. Het deel van de weg tussen Londen en Shrewsbury is nu de  A5.